# Джазмин Кашмир
Джазмин Кашмир (на английски: Jazmine Cashmere) е бивша американска порнографска актриса. Истинско име – Никол Б. Джоунс.

## Биография
Джазмин Кашмир е родена на 17 април 1984 година в град Крест Хил, Илинойс. Дебютира като актриса в порнографската индустрия през 2004 г., когато е на 20-годишна възраст. Участва в над 100 филма.
В нейно интервю от юни 2010 г. тя заявява, че напуска порно индустрията, защото е намерила Бога в себе си. Твърди, че е загрижена за възпитанието на трите си деца.

## Награди
- 2009 Urban X награда за най-добър анална изпълнителка.[3]
- 2017: Urban X зала на славата.[4]

## Галерия
- Мари Лъв, Джазмин Кашмир и Ванеса Блу през 2007 г.